# Willow River (Fraser River)
Der Willow River (willow englisch für Weide) ist ein etwa 190 km langer linker Nebenfluss des Fraser River im Norden der kanadischen Provinz British Columbia.

## Flusslauf
Der Willow River hat seinen Ursprung in dem 1196 m hoch gelegenen See Jack of Clubs Lake. Nach etwa einen Kilometer passiert der Fluss die Gemeinde Wells. Der Willow River fließt in überwiegend nordnordwestlicher Richtung, anfangs durch das Quesnel-Hochland, später durch das Fraser-Plateau. 41 km oberhalb der Mündung kreuzt der British Columbia Highway 16 (Yellowhead Highway, Jasper–Prince George) den Flusslauf. Der Willow River mündet schließlich 25 km nordöstlich der Stadt Prince George in den Fraser River. Die Ortschaft Willow River befindet sich 3,5 km oberhalb der Mündung. Der englische Begriff willow bezeichnet Weiden.

## Hydrologie
Der Willow River entwässert ein Areal von etwa 3110 km². Am Pegel 5 km oberhalb der Mündung beträgt der mittlere Abfluss 47,2 m³/s. In den Monaten Mai und Juni führt der Willow River gewöhnlich die größten Wassermengen.